# Cueva de los Azules
La cueva de los Azules está situada en Contranquil, a las afueras de Cangas de Onís, en Asturias (España). Se encuentra frente a la desembocadura del río Güeña en el río Sella.
Estos abrigos rocosos situados en la ladera del monte Llueves tienen la importancia de ser el primer enterramiento de Asturias y contener la escena más completa del período Epipaleolítico, cuya cultura corresponde con el Aziliense, en toda la zona del cantábrico. El cuerpo encontrado en las excavaciones es un varón enterrado hace 11 500 años que se conserva en el Museo Arqueológico de Asturias. Junto al cuerpo aparecieron también objetos propios de cazadores-recolectores, así como restos de comida, incluidas conchas de moluscos, que tuvieron que ser traídos desde las zonas costeras. En cuanto a los instrumentos encontrados, destacan los arpones azilienses.
La cueva fue descubierta en 1971, iniciándose la excavación al año siguiente y prolongándose esta durante 19 años. La cueva presenta dos bocas separadas unos pocos metros, cada una de ellas seguida por una galería, que conectan entre sí en el interior. En la actualidad está cerrada al público.